# Chiesa di Sant'Antonio (Bolgheri)
La chiesa di Sant'Antonio è un edificio sacro che si trova lungo il viale di San Guido a Bolgheri, nel territorio di Castagneto Carducci (LI).
Fu costruita nel 1686 per volontà di Simone Della Gherardesca per commemorare la liberazione di Budapest dai Turchi. Ad aula unica, nella facciata campeggia uno stemma in pietra della famiglia. Nella parete di fondo una decorazione illusionistica simula un finto impianto architettonico costituito da una calotta absidale sostenuta da semipilastri e nella parte inferiore da due porte dipinte, sopra le quali coppie di putti sostengono gli stemmi comitali. Un contraltare composto da colonne, trabeazione, frontone e timpano, si staglia al centro accentuando la sensazione di dilatazione spaziale. Al centro dell'altare è dipinta la Visione di Sant'Antonio abate: sullo sfondo si distinguono il castello di Bolgheri e la chiesa di Sant'Antonio.